# Pista dura

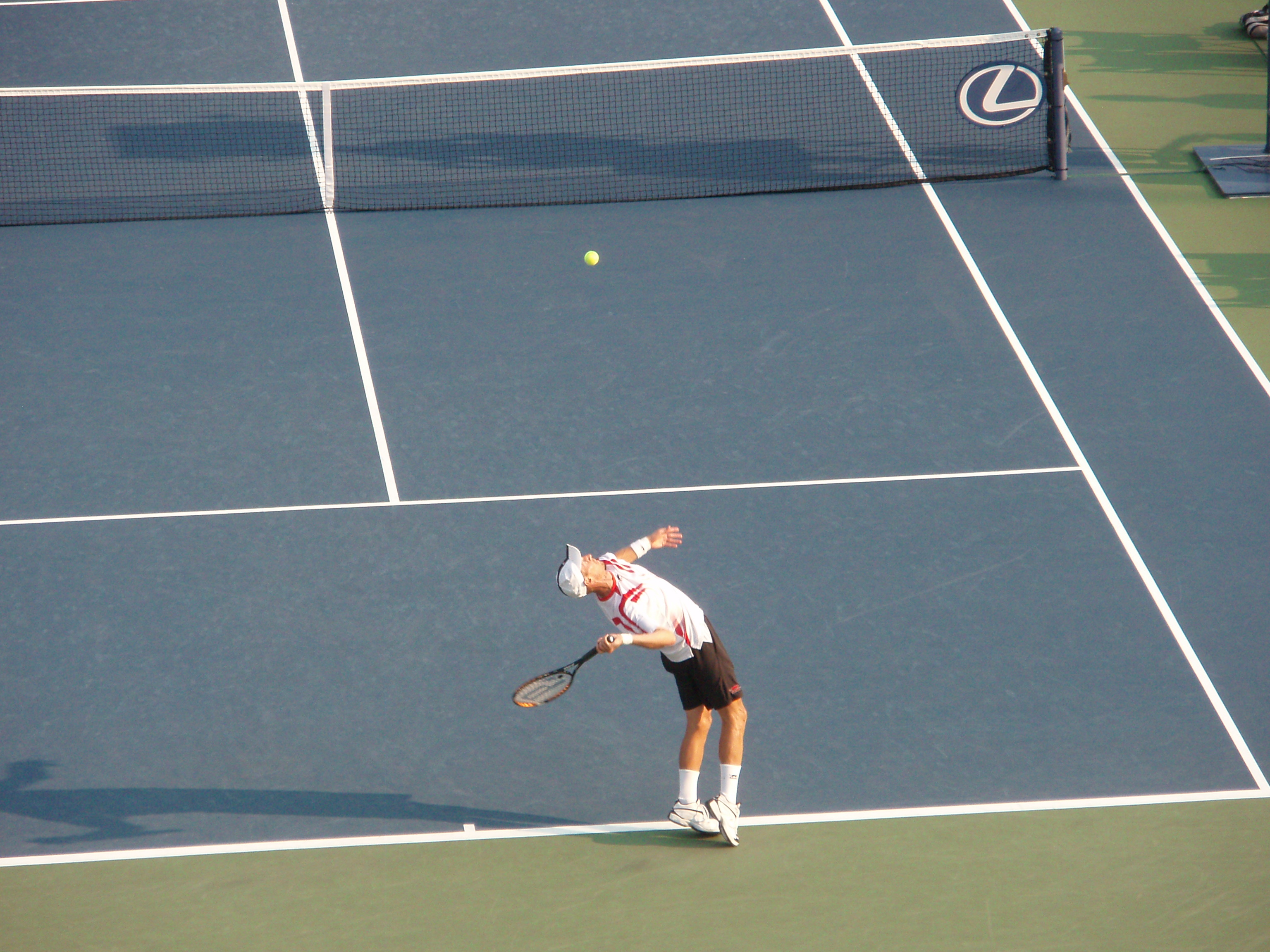
Nikolai Davidenko jugant en una pista dura al US Open 2007.

La pista dura és un dels quatre tipus principals de superfície de pista de tennis. És una pista força utilitzada tant en competicions exteriors com interiors. Sol estar feta de ciment o de plàstic i es considera una superfície de velocitat mitjana o ràpida, on els bots baixos i ràpids de la pilota fan que els punts siguin curts igual que passa en la pista d'herba. Aquestes pistes poden variar de velocitat depenent de la seva composició, però en general són més ràpides que les de terra batuda i menys que les d'herba. És una pista utilitzada a dos Grand Slams, el US Open, que es juga sobre DecoTurf, un tipus de pista dura acrílica, i l'Open d'Austràlia, que fins al 2007 es jugava sobre Rebound Ace i que des de 2008 es juga sobre Plexicushion, una pista dura sintètica.
La diferència principal entre les pistes dures com el DecoTurf o el Rebound Ace és la seva duresa. El Rebound Ace per exemple, és més tou que el DecoTurf, de manera que quan la pilota bota a la primera superfície, gran part de la velocitat és absorbida per la superfície disminuint la velocitat de sortida del bot de la pilota. En les pistes més ràpides la pèrdua de velocitat és petita, ja que són pistes que ofereixen menys amortiment al bot de la pilota.
La quantitat de sorra que es fa servir en la pintura de la pista també determina la velocitat de la pilota. Com més sorra s'utilitza, menys velocitat tindrà la pilota després del bot. El coeficient de fricció es pot modificar i un alt coeficient produeix efectes similars als de la terra batuda, on l'efecte liftat es veu augmentat. La major adherència de la pista també fa que sigui perillosa pels jugadors perquè provoca lesions, sobretot de turmell.